# 21057 Garikisraelian
21057 Garikisraelian este o planetă minoră (asteroid) din centura de asteroizi. A fost descoperită pe 8 aprilie 1991 la Observatorul La Silla de Eric Walter Elst și a fost numită după Garik Israelian⁠(d). 
Obiectul prezintă o orbită caracterizată de o semiaxă mare de 2,2882443 UAi, o excentricitate de 0,04, o înclinație de 7,9018 ° în raport cu ecliptica.